# Phil Smith
Philip Arnold "Phil" Smith (ur. 22 kwietnia 1952 w San Francisco, zm. 29 lipca 2002 w Escondido) – amerykański koszykarz, obrońca, mistrz NBA, uczestnik NBA All-Star Games, wybierany do drugiego składu najlepszych zawodników oraz obrońców NBA.

## Osiągnięcia
NCAA
- Uczelnia zastrzegła należący do niego numer 20 (2001)
- Wybrany do Top-50 WCC athletes of all-time (2001)

NBA
- Mistrz NBA (1975)[1]
- 2-krotny uczestnik meczu gwiazd NBA (1976–1977)[2]
- Zaliczony do II składu:
  - NBA (1976)[4]
  - defensywnego NBA (1976)[3]